# اختفاء بريانا ميتلاند
بريانا ألكساندرا ميتلاند (ولدت في 8 أكتوبر 1986؛ اختفت في 19 مارس 2004) هي مراهقة أمريكية اختفت بعد أن تركت عملها في نزل الفانوس الأسود في مونتغمري، فيرمونت. كان عمرها 17 عاما في ذلك الوقت. واكتشفت سيارة ميتلاند في اليوم التالي، وصدمت بجانب منزل مهجور على بعد ميل (1.6 كم) من مكان عملها. ولم يراها أحد أو يسمع عنها منذ ذلك الحين. ونظراً لتلاقى الظروف، مرت عدة أيام قبل أن يبلغ أصدقاء (ميتلاند) وعائلتها عن فقدانها.
وفي الأيام والأسابيع التي أعقبت اختفائها، قامت سلطات إنفاذ القانون في الولاية بالتحقيق في العديد من المعلومات، بما في ذلك الادعاء بأن ميتلاند كانت محتجزة في منزل يشغله تجار مخدرات محليون كانت على معرفة بهم؛ غير أن أياً من هذه المعلومات لم تسفر عن اكتشافها. رؤية مزعومة لمايتلاند في عام 2006 في كازينو في أتلانتيك سيتي ، نيوجيرسي جلبت اهتمامًا متجددًا للقضية، ولكن المرأة التي شوهدت لم يتم التعرف عليها على النحو الواجب. في عام 2012، حققت قوات إنفاذ القانون في علاقة محتملة بين اختفاء ميتلاند والقاتل المتسلسل إسرائيل كيز، الذي ارتكب العديد من عمليات الاغتصاب والقتل في فيرمونت، نيويورك، وفي جميع أنحاء شمال غرب المحيط الهادئ، ولكن تم استبعاده في نهاية المطاف كمشتبه به من قبل مكتب التحقيقات الفدرالي.
وقد نُشرت قضية ميتلاند في مختلف وسائط الإعلام المحلية، على ديتلاين ان بي سي، والسلسلة الوثائقية اختفاء بلا أثر. في عام 2017، نوقشت القضية في السلسلة الوثائقية حول الطالبة الجامعية المفقودة مورا موراي، التي اختفت قبل شهر من مايتلاند في وودزفيل، نيوهامشير. وحتى عام 2020، لا يزال اختفاء ميتلاند دون حل.

## خلفية

### النشأة
ولدت بريانا ميتلاند في 8 أكتوبر 1986 في برلنغتون ، فيرمونت لبروس وكيلي ميتلاند (قبل الزواج فيشر). ترعرعت مع أخيها الأكبر في مزرعة والديها في شرق فرانكلين، فيرمونت، بالقرب من الحدود الكندية. في شبابها، تدربت على نطاق واسع في الجو جيتسو. درست ميتلاند في ثانوية اتحاد وادي ميسسكوي قبل الانتقال إلى ثانوية شلالات إينوسبورغ في شلالات إينوسبورغ القريبة خلال سنتها الثانية.

### قبل الاختفاء
في عيد ميلاد ميتلاند السابع عشر في أكتوبر 2003، قررت الابتعاد عن مزرعة والديها. قالت والدتها، كيلي، أنه لا توجد ضغوط خطيرة في المنزل، ولكن ميتلاند تريد المزيد من الاستقلال، وأن تكون أقرب إلى مجموعة من الأصدقاء الذين يعيشون على بعد 15 ميلا (24 كم) ويلتحقون بمدرسة ثانوية مختلفة. التحقت ميتلاند بالمدرسة الثانوية لأصدقائها، ولكن ترتيبات معيشتها كانت غير مستقرة، حيث انتقلت من وإلى العديد من منازل أصدقائها. وبحلول نهاية فبراير 2004، كانت قد تركت المدرسة وانتقلت للعيش مع صديقة طفولتها، جيليان ستوت، في شيلدون، فيرمونت، على بعد حوالي 20 ميلا (32 كيلومترا) غرب مونتغمري. ولإكمال تعليمها، التحقت مايتلاند ببرنامج عام لتطوير التعليم.
قبل اختفائها بثلاثة أسابيع، تعرضت ميتلاند لاعتداء جسدي في حفلة على يد صديقة سابقة تدعى كيلي لاكروس. وكان الدافع وراء الهجوم غير واضح، على الرغم من أن بروس والد بريانا، صرح في وقت لاحق أنه يعتقد أنه نابع من الغيرة على تفاعل ميتلاند مع نظير ذكر في الحفلة. وادعت إحدى صديقات ميتلاند التي كانت في الحفلة أن ميتلاند، على الرغم من تدريبها على فنون الدفاع عن النفس، رفضت القتال مع لاكروس، التي ضربتها لاحقا في وجهها عدة مرات بينما كانت ميتلاند جالسة في شاحنة. وأسفرت المشاجرة عن معاناة ميتلاند من كسر في الأنف وارتجاج في المخ؛ وقدمت في وقت لاحق اتهامات ضد لاكروس. وسقطت الشكوى بعد ذلك بثلاثة أسابيع من اختفاء ميتلاند، وذكرت الشرطة أن لاكروس بريئة من أي تورط في اختفائها.

## وصلات خارجية
- قالب:NamUs MP
- قالب:NCMEC
- صفحة عائلة ميتلاند على فيسبوك